# Gerhard Mercator
Gerhard Mercator (latinsky Gerardus; 5. března 1512 Rupelmonde – 2. prosince 1594 Duisburg) byl vlámský kartograf a matematik německého původu. Je po něm pojmenováno Mercatorovo zobrazení.

## Život
Narodil se jako Gerard de Cremere (Gerhard De Kremer) ve vlámském městě Rupelmonde (v dnešní Belgii). Mercator je latinská podoba jeho jména – znamená „kupec“ či „obchodník“. Vzdělání získal ve městě 's-Hertogenbosch a na univerzitě v Lovani. Ačkoli nikdy příliš necestoval, začal se zajímat o geografii jako o způsob obživy.
V Lovani v letech 1535–1536 ve spolupráci s Gemmou Frysiem a Gasparem Myricou vytvořil zemský glóbus. V roce 1537 vytvořil Mercator mapu Palestiny, v roce 1538 mapu světa a v roce 1540 mapu Vlámska.
Roku 1544 byl Mercator nařčen z kacířství, protože byl stoupencem reformace, a strávil sedm měsíců ve vězení. Roku 1551 vytvořil nebeský glóbus. V roce 1552 se odstěhoval do protestantského Duisburgu ve vévodství Kleve, kde založil kartografickou dílnu. Kromě toho zde vyučoval matematiku. V roce 1554 vytvořil šestidílnou mapu Evropy (Europae descriptio). O deset let později se stal dvorním kosmografem vévody Viléma z Kleve. Téhož roku vytvořil mapu Lotrinska a mapu Britských ostrovů.

## Atlas
V roce 1569 vynalezl nový způsob zobrazení, které dnes nese jeho jméno (Mercatorovo zobrazení). Využil slovo „atlas“ jako název pro kolekci map a v roce 1570 přesvědčil Abrahama Ortelia k sestavení prvního moderního atlasu – Theatrum Orbis Terrarum. Kromě toho začal po částech vydávat svůj vlastní atlas. První díl vyšel roku 1578; byl tvořen opravenými verzemi Ptolemaiových map. V roce 1585 byly přidány mapy Francie (Galliae tabulae geographicae), Německa (Germaniae tabulae geographicae) a Nizozemí (Belgii Inferioris Geographicae) a v roce 1589 mapa jihovýchodní Evropy (Italiae, Sclavoniae et Graeciae tabulae geographicae). Další mapy vydal roku 1595 jeho syn Rumold Mercator.

## Glóbus
Mercator vymyslel novou metodu výroby glóbů (zemských i nebeských), která umožnila jejich pozdější hromadnou produkci. Zatímco do té doby byly glóby vyráběny rytím do dřevěné či pozlacené mosazné koule, Mercator je vyráběl nanášením papíroviny a sádry na dřevěnou konstrukci. Na vzniklou kouli byla nalepena mapa světa rozdělená na dvanáct podlouhlých zakřivených částí a dvě kruhové polární čepičky. Poté byly glóby kolorovány a zasazeny do dřevěných stojanů. Dochovalo se dvacet dva takovýchto Mercatorových glóbů.
Gerhard Mercator zemřel v Duisburgu a je pochován ve zdejším kostele Nejsvětějšího Salvátora. Mercatorův život a dílo přibližuje Mercatorovo muzeum v belgickém Sint-Niklaas a Kulturní a historické muzeum v německém Duisburgu).

## Galerie

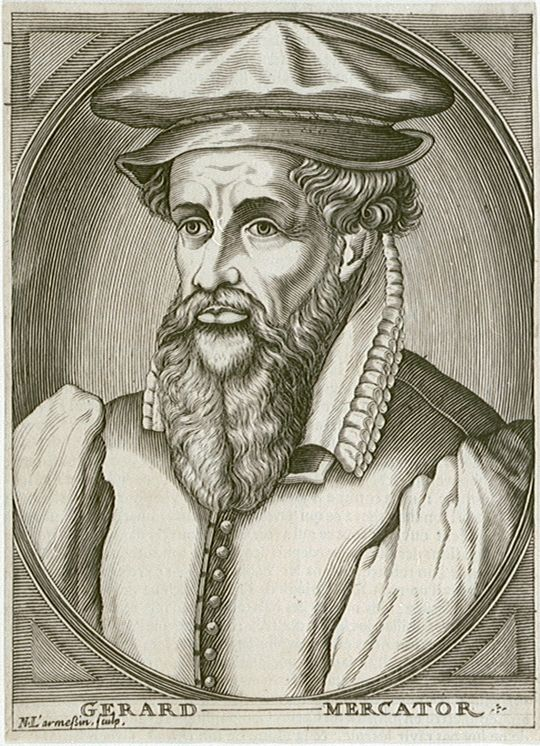
Gerardus Mercator
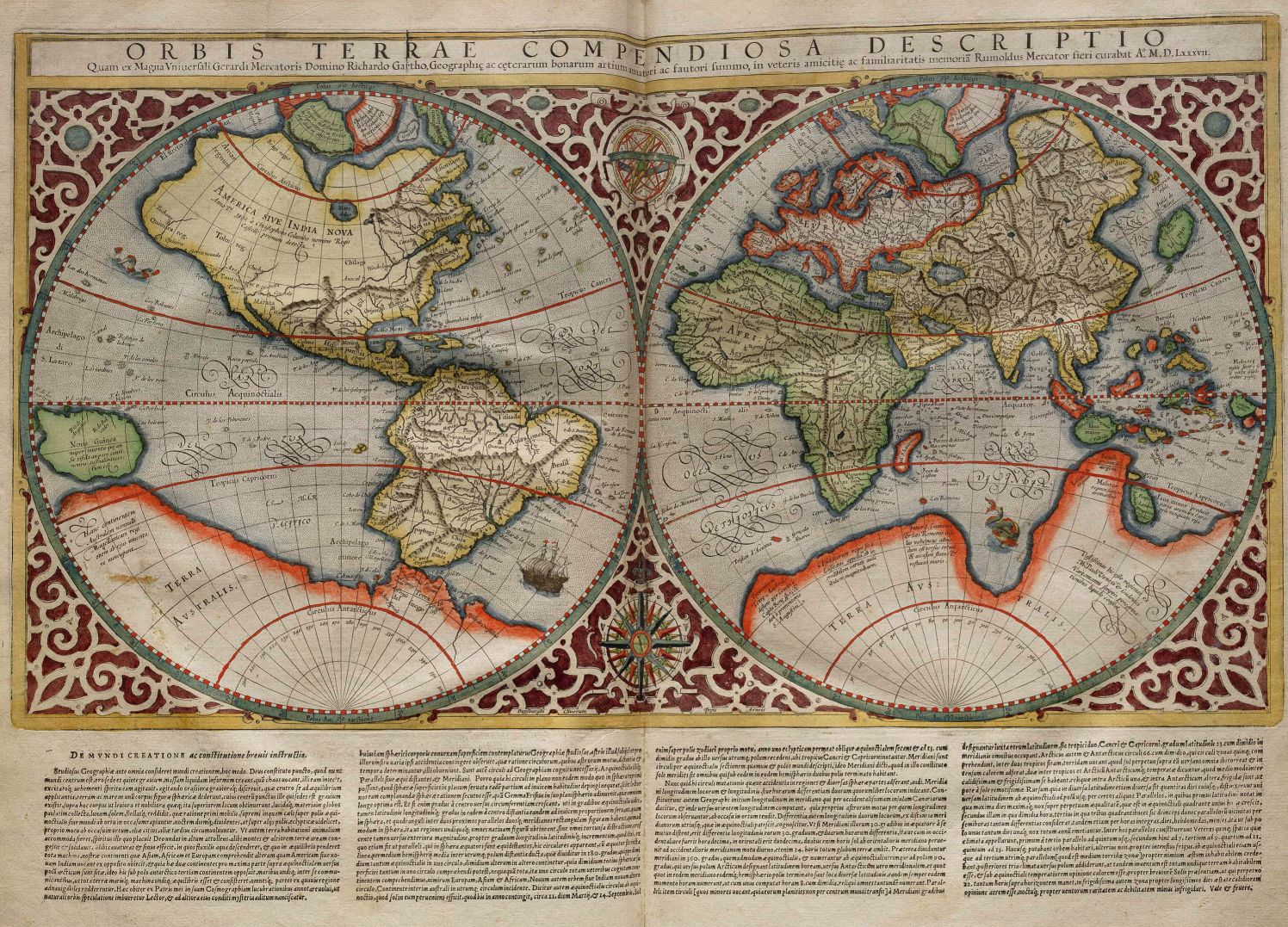
Mapa světa
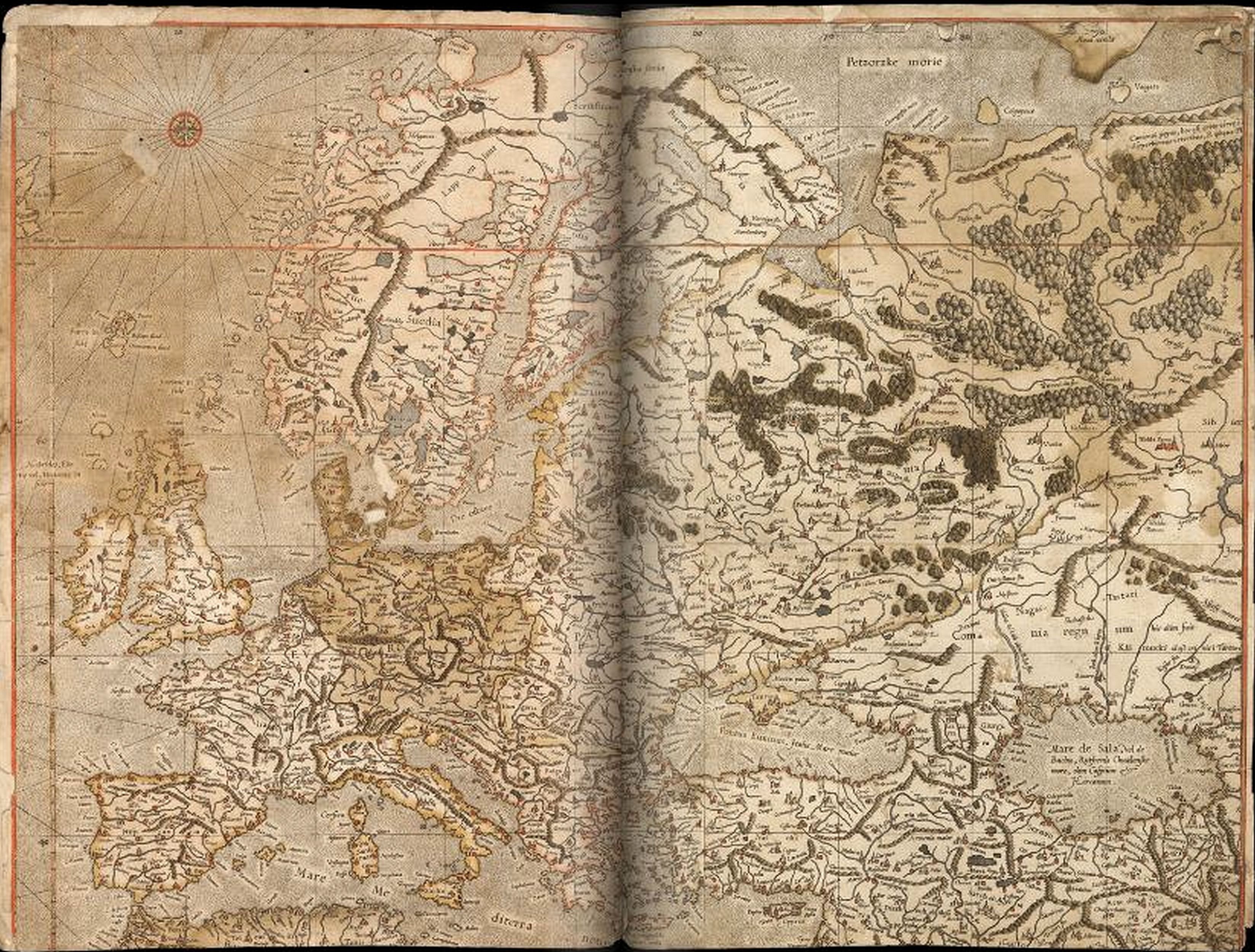
Mercatorova mapa Evropy